# Paruar

Armênia em 150. Gogarena situa-se ao norte

Paruar (em armênio: Պարուար), segundo a Geografia de Ananias de Siracena (século VII), foi um gavar (cantão) da província de Gogarena. Seu nome estava relacionado com parah-xvaθra ou paru-xvaθra, um termo aplicado a toda as cadeias montanhosas estendendo-se ao longo da borda norte da Ásia Menor, Armênia e Pérsia na época do Império Aquemênida. Tentativamente conectou-se seu nome com Panavari, o nome do lago em Javaquécia nas montanhas do sul da Geórgia, hoje chamado Paravani.
Segundo Suren Eremyan, Paruar era o décimo quinto cantão de Gogarena e estava situado entre o rio Cura e o rio Al (hoje Algueti). Em 363, foi incorporado na região da Baixa Ibéria e pertenceu ao Ducado de Gardabani. Cercava a cidade de Tbilisi, fundada em 455/458 pelo rei Vactangue I (r. 447–522) próximo a várias fontes quentes. Tinha 375 quilômetros quadrados.